# Dejan Fabčič
Dejan Fabčič (16 de septiembre de 1977) es un deportista esloveno que compite en tiro con arco adaptado. Ganó una medalla de bronce en los Juegos Paralímpicos de París 2024, en la prueba de recurvo por equipos mixto (clase abierta).

## Palmarés internacional
| Juegos Paralímpicos | Juegos Paralímpicos | Juegos Paralímpicos | Juegos Paralímpicos                     |
| Año                 | Lugar               | Medalla             | Prueba                                  |
| ------------------- | ------------------- | ------------------- | --------------------------------------- |
| 2024                | París (Francia)     | Medalla de bronce   | Recurvo por equipos clase abierta mixto |